# Пакендорф, Бригитта
Бригитта Пакендорф — исследовательница социальных наук, посвящающая себя изучению языка в качестве основного средства общения между доисторическими народностями. Будучи директрисой исследований Лаборатории динамики языка Национального центра научных исследований (CNRS), 15 ноября 2016 года получает награду — Серебряную медаль — за оригинальность, качество и важность исследований, получивших признание на национальном и международном уровне.

## Биография
Бригитта Пакендорф родилась в Южно-Африканской Республике.
В 2001 году она защитила свою первую диссертацию на факультете биологии Гамбургского университета, посвященную генетической истории Якутов. Также она является доктором Лейденского университета. Её вторая диссертация — о доисторическом периоде жизни Якутов, в лингвистической и генетической перспективе.
Бригитта Пакендорф проводила полевые исследования в Якутии на Дальнем Востоке России, владеет русским языком.
Она создает в Институте эволюционной антропологии Общества Макса Планка, в Лейпциге (Германия), группу исследования, которая изучает сравнительную лингвистику народов и руководит ей с 2007 по 2011 год.
Затем в 2012 году её назначают директором исследований CNRS в Лаборатории динамики языка (DDL) Института гуманитарных и общественных наук в Лионе(Франция).

## Направления исследований
Бригитте Пакендорф использует в своих исследованиях трансдисциплинарный подход, находящийся на стыке различных наук: биологии, антропологии и лингвистики. Ученая стремиться расшифровать механизмы, лежащие в основе изменения языков, базируясь на анализе лингвистических и генетических данных, в ситуациях контакта.
В своих исследованиях особый интерес она проявляет к Эвенскому, Якутскому, а также Негидальскому языкам.
Бригитте Пакендорф принимает участие в био-антропологических работах по исследованию доисторического периода народностей Южной Африки.

## Награды
- 2016 : Серебряная медаль Национального центра научных исследований[5].